# Monte Flores
Monte Flores es una localidad argentina ubicada en el Departamento Rosario de la provincia de Santa Fe. Puede referir al paraje donde se ubica la estación Monte Flores del ferrocarril y en la cual hay una escuela, a una urbanización ubicada 6 km al nordeste de la estación, en el cruce de la Ruta Nacional 9 y Ruta Nacional A012, dependiente del municipio de Alvear y también a una localidad dependiente administrativamente de Villa Amelia ubicada al sudoeste de la estación, a la vera y al este de la ruta provincial 18 y de Villa del Plata. A su vez al oeste de la estación hay 2 urbanizaciones más próximas, la localidad de Arbilla, situada 2,5 km al noroeste y Arbilla 2, ubicada a menos de 2 km sobre la ruta provincial 18.
La zona posee tierras muy fértiles, y era el hogar de la mayor parte de la población inicial de la ciudad de Villa Gobernador Gálvez.

## Población
Cuenta con 166 habitantes (Indec, 2010), lo que representa un incremento del 130% frente a los 72 habitantes (Indec, 2001) del censo anterior.
| Gráfica de evolución demográfica de Monte Flores entre 1991 y 2010 |
|                                                                    |
| Fuente: Censos nacionales del INDEC                                |